# フェラーリ・SF16-H
フェラーリ SF16-H (Ferrari SF16-H) は、スクーデリア・フェラーリが2016年のF1世界選手権参戦用に開発したフォーミュラ1カーである。

## 概要
2月19日にフェラーリの公式サイトにて初披露された。車名の"H"はハイブリッド（Hybrid）を意味する。
フロントサスペンションは4年前のF2012以来フェラーリの特徴だったプルロッド式を止め、定番のプッシュロッド式に戻された。フロントノーズは前年のSF15-Tよりも短く平坦で、先端に突起のついたショートノーズを採用。また、コクピット廻りからエンジンカバーにかけて大幅に白のスペースが加えられ、1970年代のF1を席巻した312Tを彷彿とさせるカラーリングとなった。
パワーユニット (PU) の構成も変更された。MGU-K（運動エネルギー回生装置）はエンジン後部からエンジン左側面へ移設。エンジンのVバンク内に置かれていたインタークーラーは2つに分けられた（可変吸気機構を採用したため）。タービンで生じた高温の圧搾空気はまずエンジン後方の空冷インタークーラーを通ったあと、エンジン前部の水冷インタークーラーへ送られる。しかし、この方式は2016年限りで、翌年はまた単一インタークーラーに戻る。
また、フリー走行や合同テストでは、国際自動車連盟 (FIA) が試作したHalo（頭部保護部品）を装備してテスト走行を行った。

## 2016年シーズン
シーズン当初はメルセデスにもっとも対抗できると期待されていた。開幕戦オーストラリアGPでは、2人が前年のハンガリーGPの再現のようなスタートを見せ1-2体制でレースを進めていたが、クラッシュによるレッドフラッグにより、レース再開後の戦略でメルセデス勢に逆転を許した。メルセデス勢がオープニングラップで同士討ちでリタイアしたスペインGPでマックス・フェルスタッペン（レッドブル）に優勝をさらわれてからはレッドブルにも遅れを取るようになり、イギリスGP以降は表彰台からも遠のくようになる。加えてドイツGP直前の7月27日にテクニカルディレクターのジェイムズ・アリソンがチームから離脱し、状況はさらに悪化した。
地元イタリアGPを前にセルジオ・マルキオンネ会長は2016年のマシン開発に「失敗」したと認めた。
結局、ファステストラップこそ4回記録したものの優勝とポールポジションは記録できず、コンストラクターズランキング3位という期待外れのシーズンとなってしまった。不振の原因としてはアリソンの離脱によりマシンのコンセプトを完璧に理解した人物が不在となり、開発の方向性を見失ったことや、そもそもマシンのデザイン自体がウィリアムズやマクラーレンに似たショートノーズやプッシュロッドのフロントサスペンションなどオーソドックスすぎて長所と言える点が無く、特に空力において平凡すぎたことが挙げられている。

## スペック

### シャーシ
- シャーシ名：SF16-H
- シャーシ構造：カーボンファイバー/ハニカムコンポジット構造
- ギアボックス：フェラーリ製 縦置き セミオートマチック・シーケンシャル電子制御（クイックシフト） 8速＋リバース1速
- ブレーキキャリパー：ブレンボ製
- ブレーキディスク・パッド：ブレンボ ベンチレーテッド式カーボンファイバーディスクブレーキ
- フロントサスペンション：プッシュロッド式トーションスプリング
- リヤサスペンション：プルロッド式トーションスプリング
- ホイール：O・Z 13インチ
- 重量：702kg（冷却水・潤滑油・ドライバーを含む）
- タイヤ：ピレリ P-Zero

### エンジン
- エンジン名：フェラーリ 061
- 気筒数・角度：V型6気筒・90度
- 排気量：1,600cc
- 最高回転数：15,000rpm（レギュレーションで規定）
- シリンダーブロック：砂型鋳造アルミニウム製
- ターボ：シングル
- バルブ数：24
- バルブ駆動：圧搾空気式
- 燃料：シェル V-Power
- 潤滑油：シェル Helix Ultra

### ERS システム
- バッテリー出力：4MJ（1周あたり）
- MGU-K 出力：120kW
- MGU-K 最高回転数：50,000 rpm
- MGU-H 最高回転数：125,000 rpm

## 記録
| 年   | No. | ドライバー | 1   | 2   | 3   | 4   | 5   | 6   | 7   | 8   | 9   | 10  | 11  | 12  | 13  | 14  | 15  | 16  | 17  | 18  | 19  | 20  | 21  | ポイント | ランキング |
| 年   | No. | ドライバー | AUS | BHR | CHN | RUS | ESP | MON | CAN | EUR | AUT | GBR | HUN | GER | BEL | ITA | SIN | MAL | JPN | USA | MEX | BRA | ABU | ポイント | ランキング |
| ---- | --- | ---------- | --- | --- | --- | --- | --- | --- | --- | --- | --- | --- | --- | --- | --- | --- | --- | --- | --- | --- | --- | --- | --- | -------- | ---------- |
| 2016 | 5   | ベッテル   | 3   | DNS | 2   | Ret | 3   | 4   | 2   | 2   | Ret | 9   | 4   | 5   | 6   | 3   | 5   | Ret | 4   | 4   | 5   | 5   | 3   | 398      | 3位        |
| 2016 | 7   | ライコネン | Ret | 2   | 5   | 3   | 2   | Ret | 6   | 4   | 3   | 5   | 6   | 6   | 9   | 4   | 4   | 4   | 5   | Ret | 6   | Ret | 6   | 398      | 3位        |

- 太字はポールポジション、斜字はファステストラップ（key）
- † 印はリタイアだが、90%以上の距離を走行したため規定により完走扱い。